# Schladern
Schladern ist ein Ortsteil der Gemeinde Windeck. Entstanden ist der Ort aus dem Hof Schladern, dem ältesten Gebäude des Ortes, der von 1461 bis 1812 zum Kloster Ehrenstein gehörte.

## Lage
Schladern liegt unterhalb des 296 m hohen Bodenbergs auf einer Höhe von 110–180 m ü. NHN am Rand des Bergischen Landes. Außerdem liegt Schladern direkt nördlich der Sieg. Diese bildet hier den Siegfall. Westlich von Schladern liegt Altwindeck, nördlich die Weiler Jucht, Höhnrath und weit abgelegen Hahnenbach und das Gut Ommeroth. Östlich von Schladern mündet der Westertbach in die Sieg. Am südlichen Siegufer gegenüber liegt die Ortschaft Mauel.

## Geschichte

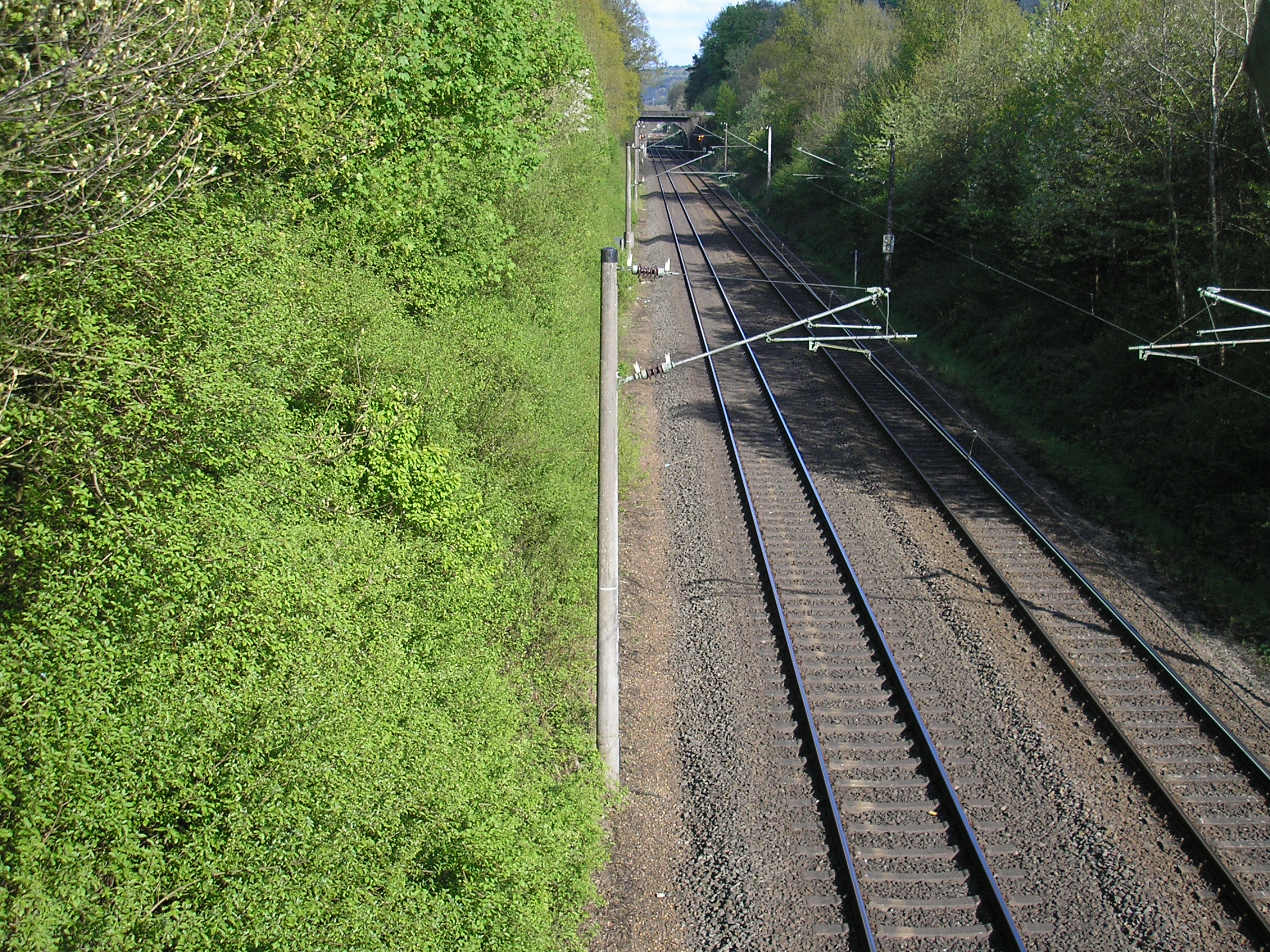
Porta Rhenania

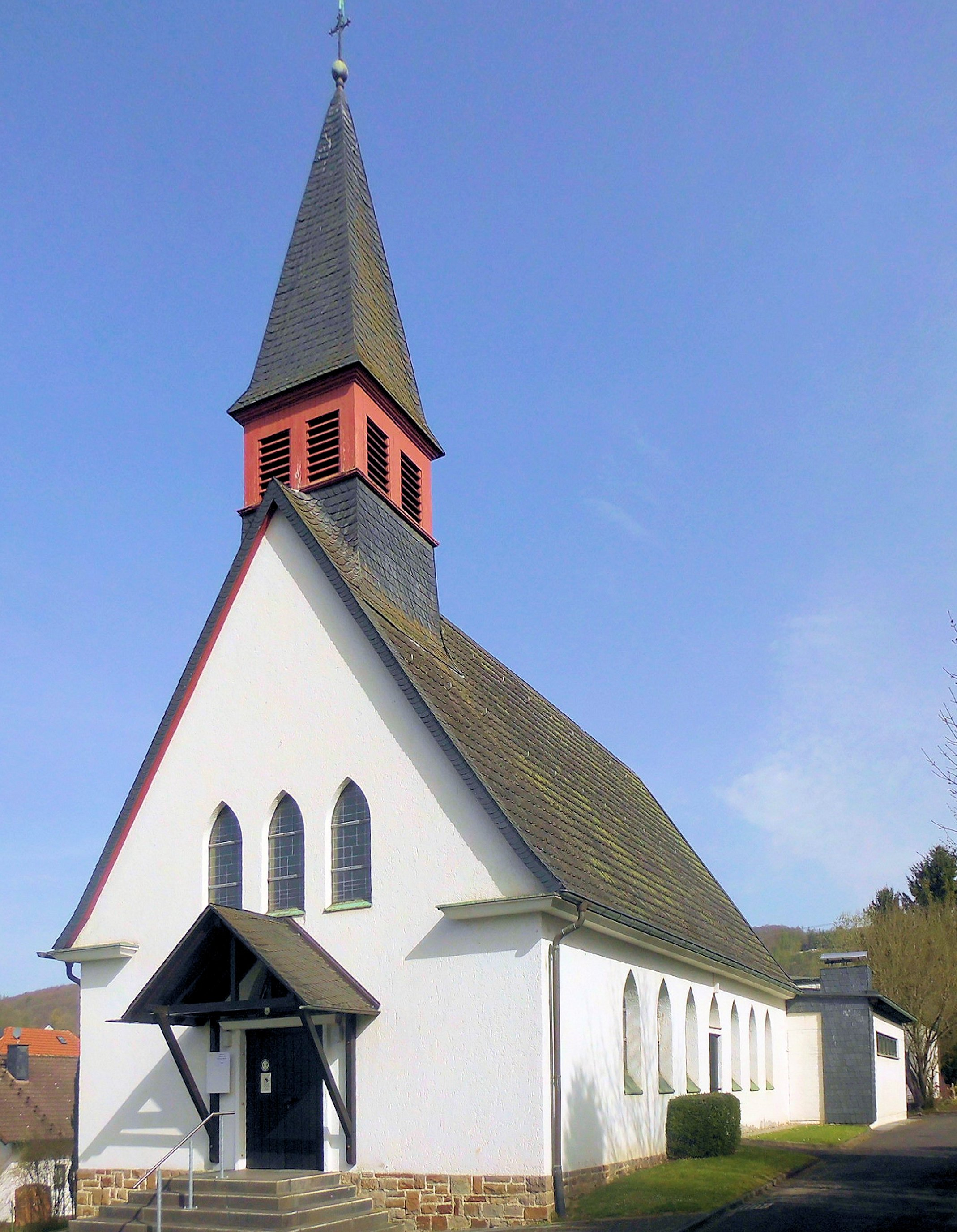
Katholische Kirche St. Elisabeth

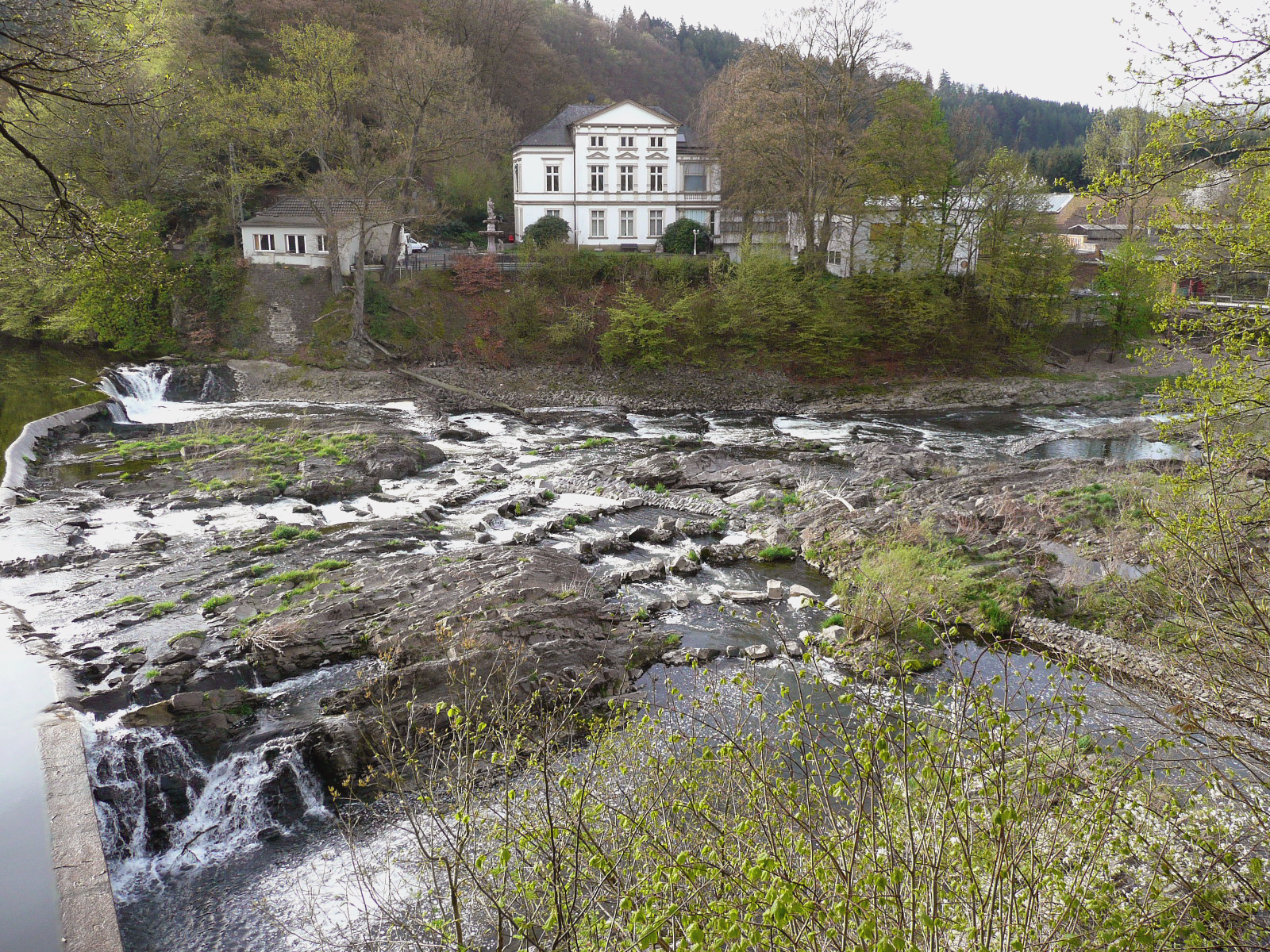
Siegfall

1863 wurden in Schladern keltische Regenbogenschüsselchen gefunden.
Nachdem Napoleon ab 1803 die kirchlichen Besitzungen, Güter und Klöster im Rheinland auflöste, wurde auch der Hof Schladern, der dem Kloster Ehrenstein im Wiedtal gehörte, mitsamt seinen Ländereien verkauft. Drei Familien erwarben das Land und erbauten die ersten Häuser im oberen und im unteren Hof. Mit dem Bahnbau der Deutz-Gießener Eisenbahn von Deutz nach Gießen wurde Land an die Bahn verkauft. Weiterhin kamen Arbeiter und Angestellte der Bahn nach Schladern, und der Ort erlebte einen enormen Aufschwung und Bevölkerungszuwachs. Durch den Bahnbau wurde am Schloßberg im Westen des Ortes ein Tunnel eingespart, indem dort ein tiefer Einschnitt für die Bahntrasse gesprengt wurde, die heutige sogenannte Porta Rhenania. Weiterhin wurde der Bergrücken zwischen dem Auelsberg und dem Steinerberg gesprengt und so entstand der Siegfall. Damit wurde der Siegbogen um den Krummauel herum verkürzt und die Bahn konnte so zwei Brücken einsparen. Der Lauf der Sieg wurde auf diese Weise völlig verändert. Der Hof Stein fiel dem Bahnbau zum Opfer und die Bewohner mussten ihre Häuser verlassen. 1860 wurde der Bahnhof Schladern eröffnet, der im Baustil dem ehemaligen Windecker Schloss angepasst wurde. 
1885 gehörten zu Schladern 23 Häuser mit 162 Einwohnern.
Bis 1932 gehörte Schladern zum Kreis Waldbröl, danach zum Siegkreis.
Am 14. Mai 1964 stürzte im Bereich Bodenberg, Richtung Höhnrath ein US-Kampfflugzeug vom Typ McDonnell F-101C Voodoo ab. Absturzursache war eine Desorientierung des Piloten, infolge des Ausfalls des Kompasses. Bei dem Unglück kam niemand zu Schaden.

## Religion
Die katholische Kirche St. Elisabeth wurde von 1928 bis 1929 gebaut und ist nach der heiligen Elisabeth von Thüringen benannt.
Die evangelische Friedenskirche in Schladern wurde 1951 durch den Evangelischen Kirchbauverein Schladern e. V. erbaut und wird von diesem seitdem unterhalten. 1959 wurde ein Glockenturm angefügt. Von 1988 bis 1996 erfolgte die Ausstattung mit bleiverglasten Buntglasfenstern nach Entwürfen des Pfarrers und Bildhauers Werner Erdmann (* 1935). 2011 erhielt die Kirche eine Altarskulptur in Bronze vom selben Künstler.

## Waldfriedhof
Der Schladerner Waldfriedhof wird vom Friedhofsverein Schladern e. V. in eigener Verantwortung betreut. Der Friedhof wurde in den 1920er Jahren auf einem Waldgrundstück oberhalb von Schladern angelegt und in den folgenden Jahrzehnten sukzessive erweitert. Auf dem Friedhof sind neben herkömmlichen Sarg- und Urnenbeisetzungen auch Beisetzungen im Wurzelbereich von Bäumen möglich.

## Verkehr

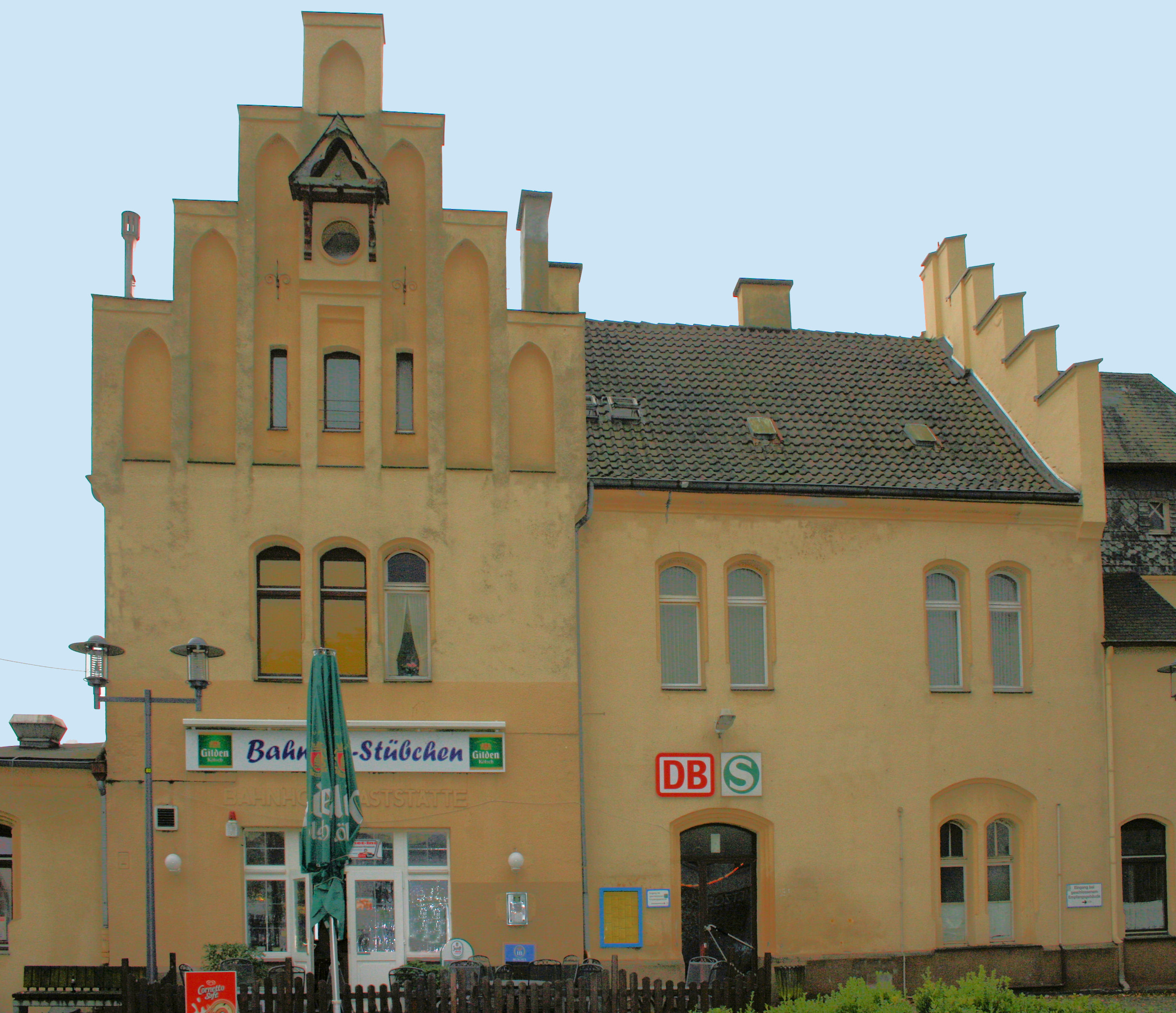
Der Bahnhof in Schladern

Schladern liegt an der Landesstraße 333. Der Bahnhof Schladern (Sieg) ist ein Haltepunkt der S 12, der S 19 und des Rhein-Sieg-Express (RE 9) auf der Siegstrecke, von Aachen über Köln und Siegen.

## Wanderwege
In Schladern endet bzw. beginnt der Wanderweg X28, der sogenannte Graf-Engelbert-Weg, eine Hauptwanderstrecke des Sauerländischen Gebirgsvereins. Dieser 111 km lange Wanderweg beginnt in Hattingen und endet am Schladerner Bahnhof.
Oberhalb der Ortslage Schladern verläuft ein weiterer überregionaler Wanderweg, der 141 km lange Sieghöhenweg von der Siegquelle bis zur Siegmündung.
Weiterhin gibt es verschiedene Ortswanderwege, die u. a. zur Burg Windeck und zum Siegfall führen.

## Schulen/Kindergarten
Schladern hatte ursprünglich zwei baugleiche konfessionelle Volksschulen, die im Jahr 1905 erbaut wurden: die evangelische und die katholische Schule. Gegenwärtig steht nur noch das Gebäude der ehemaligen evangelischen Schule; in dieser befindet sich heute der Gemeindekindergarten. Die katholische Grundschule wurde zum 1. Dezember 1966 geschlossen.
Heute besteht in Schladern die Bodenberggrundschule; deren Ursprungsbau stammt aus den 1960er Jahren.

## Industrie

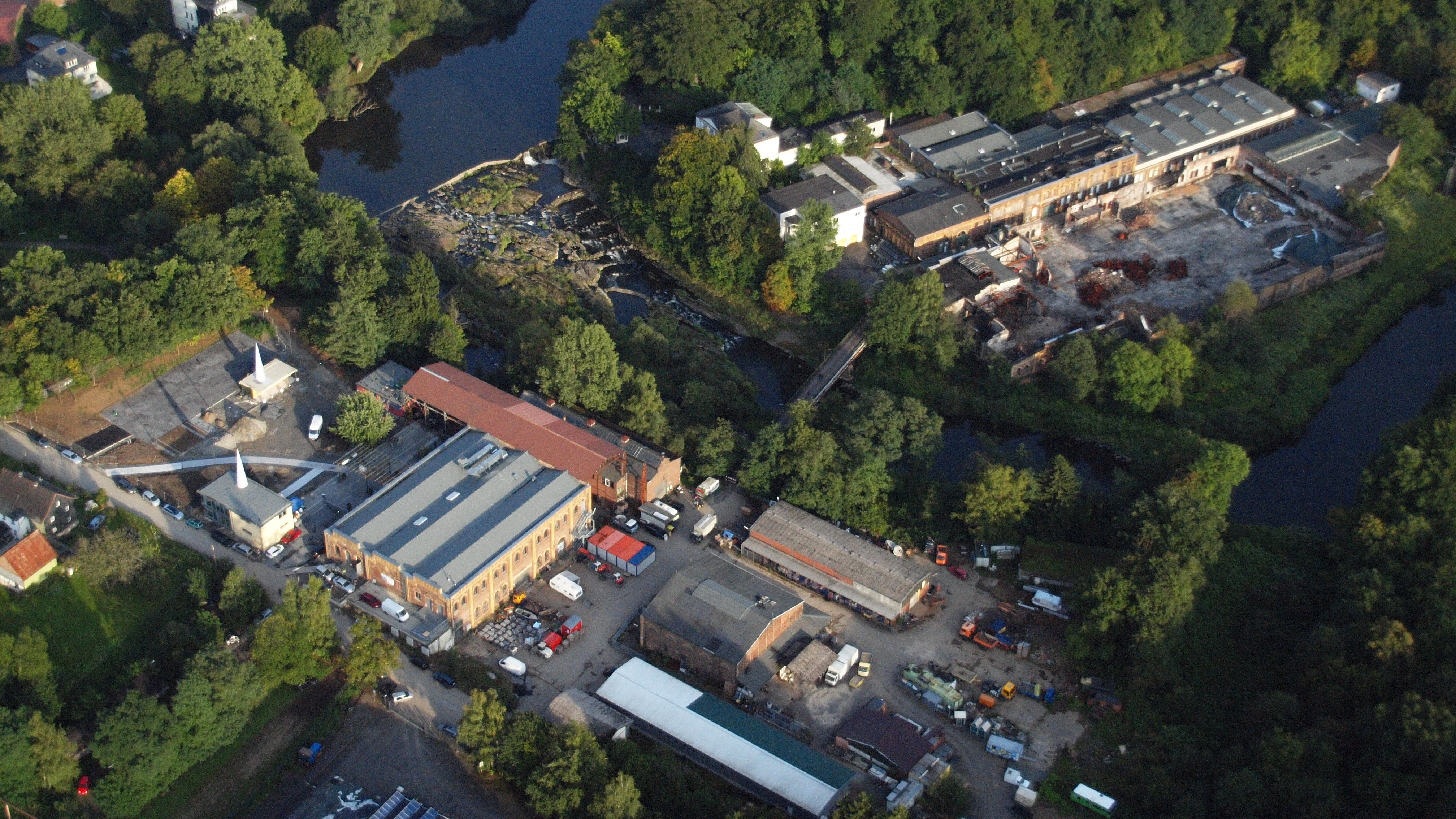
Schladern, Elmore’s Werk 2013

Ende des 19. Jahrhunderts begründete die britische Elmore’s Patent Copper Depositing Company am Siegfall ein Werk zur Herstellung von Kupferröhren. 1966 wurde das Elmore’s-Werk an die Kabel- und Metallwerke Gutehoffnungshütte AG („Kabelmetal“, heute KM Europa Metal) aus Hannover verpachtet, die es 1969 übernahmen. 1995 wurde die Produktion in Schladern eingestellt und das Werk geschlossen.
Nachdem das Gelände längere Zeit eine Industriebrache war, wurde inzwischen in Kooperation von Bürgerstiftung Windeck, der Gemeinde Windeck und dem Energiepark am Wasserfall GmbH dort ein Bürger- und Kulturzentrum etabliert.